# Havrania skala (Súľovské vrchy)
Havrania skala (835,4 m n. m. ) je čtvrtým nejvyšším vrchem Súľovských vrchů.

## Poloha
Leží severozápadně od obce Vrchteplá, v jejím katastru. 